# Hank Moody

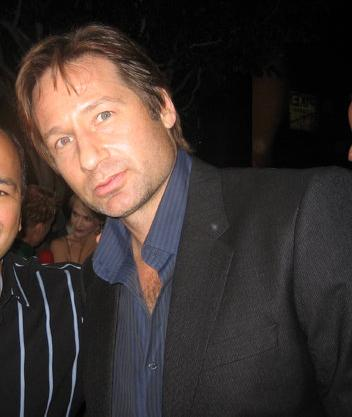
David Duchovny en 2009

Henry James "Hank" Moody, protagonizado por David Duchovny, es un personaje ficticio y el protagonista de la serie de televisión de Showtime Californication. Es un prestigioso pero irregular escritor quien frecuentemente se ve involucrado en bizarras, y en algunos casos, escandalosas situaciones. Duchovny ha recibido elogios por su actuación, ganando en 2008 el Globo de Oro al Mejor Actor – Series de Televisión Musical o Comedia y siendo nominado para el mismo honor en tres ocasiones más.

## Biografía
Nació y se crio en el Bronx, Nueva York aunque sus padres se mudaron para educarle en Long Island. Siendo el único hijo varón de Al Moody. En su afán por convertirse en escritor, se trasladó a la ciudad de Nueva York y posteriormente su talento y su don fueron advertidos por la comunidad literaria. Conoció a Karen van der Beek una noche mientras ella era camarera en el CBGB, al poco tiempo se quedó embarazada, era 1994, dando a luz a su hija; Rebeca (Becca). Doce años más tarde, tras la publicación de su novela God Hates Us All, que aumentó su popularidad convirtiéndose en un best-seller, Hank, Karen y Becca se trasladaron a Venice (Los Ángeles) para que él pudiese trabajar en el guion para una adaptación cinematográfica de su libro.
Tras adaptar su novela God Hates Us All a una película de Hollywood que odia; A Crazy Little Thing Called Love, sufre el bloqueo del escritor deteniendo su producción literaria arrastrado por las distracciones de la vida pública hollywoodiense y su reconocimiento popular como un famoso autor de renombre. Karen se distancia de él y lo abandona por un hombre para quien había estado trabajando decorando su casa; Bill Lewis. Entonces Hank se sume en una rutina plagada de alcohol, drogas y promiscuidad.
Karen se compromete en matrimonio con Bill. Hank conoce a una joven en una librería mientras ella está leyendo su libro y se acuestan. Más tarde se dará cuenta de que esa chica es Mia, la hija de dieciséis años de Bill. Mia comienza a tentar sexualmente a Hank durante sus visitas a su casa para ver a Karen y Becca y le extorsiona con revelar que ha tenido sexo con una menor de edad si no le cede historias escritas por él para hacerlas pasar como suyas y entregarlas como trabajos en su clase de escritura creativa en el instituto. Hank se encuentra mucho más preocupado de no decepcionar nuevamente a Karen y a Becca si conociesen que se ha acostado con la hija de Bill. Posteriormente, durante su estancia en Nueva York para el funeral de su padre; Al Moody, escribe un borrador manuscrito de su encuentro con Mia. Cuando regresa a Los Ángeles, la única copia escrita cae en manos de Mia, ella lo modifica ligeramente y trata de publicarlo como propio, como Mia Cross; Fucking & Punching. En la boda de Karen y Bill, elige portarse bien y aceptar la situación no arruinando su deseado día de boda. Pero esa noche, cuando él y Becca se van del banquete, Karen corre hacia ellos, salta dentro de su coche y se marchan los tres juntos.
Las siete temporadas de la serie transcurren entre intentos infructuosos por recuperar el amor de Karen y su vida familiar con su hija Becca. Todo ello se alterna con banales situaciones cotidianas mezcladas con alcohol, drogas y sexo dentro del mundo artístico del cine y de la música junto a su amigo y agente Charlie Runkle que, por diversas razones, a veces de su responsabilidad y otras no, hacen que no logre alcanzar lo único que verdaderamente le importa y persigue, sometiéndole a una espiral de continuar intentándolo que nunca acaba.

## Personalidad
Adora la música rock y colecciona vinilos de los clásicos. Su artista favorito parece ser Warren Zevon. Además de consumir whisky y hierba, escucha canciones de Zevon, cada vez que termina de escribir una obra. También menciona letras de Black Sabbath de vez en cuando.
Tiene una Gibson Les Paul clásica. En la segunda temporada le dice a Lew Ashby que el primer álbum que se compró con su propio dinero fue Led Zeppelin II. Curiosamente, tres de sus novelas; South of Heaven, Seasons in the Abyss, y God Hates Us All son el nombre de álbumes de la banda americana de thrash metal; Slayer.
Durante las cuatro primeras temporadas de la serie, conduce un Porsche 964 Cabrio de 1990 con el faro derecho roto. El coche se caracteriza por estar descuidado y sucio, acorde con su personalidad. Se compra un nuevo Porsche 996 Cabrio en el noveno episodio de la primera temporada pero en seguida se lo roban, así que vuelve a usar el Porsche original. En la cuarta temporada cuando el coche es estampado por su hija; Becca, se vuelve a comprar otro del mismo modelo y color. Usa la barra de hierro de cambiar ruedas para romper el faro derecho de su nuevo coche nada más comprarlo para darle el mismo aspecto del coche antiguo. En la quinta temporada su agente; Charlie le da un nuevo Porsche (primero un 997, luego un 991) y lo conduce durante el resto de la serie. El final de la serie acaba con una imagen del coche abandonado, mientras pasa por encima el avión donde Karen y él vuelan hacia Nueva York para la boda de Becca, lo cual refleja que deja atrás su estilo de vida para marcharse finalmente con Karen.

## Publicaciones
- South of Heaven – Escrito antes de la serie.
- Seasons in the Abyss – Escrito antes de la serie.
- God Hates Us All – Escrito antes de la serie. La adaptación cinematográfica acaba de terminar justo antes de que empiece la primera temporada. En la sexta temporada escribe un musical con Atticus Fetch basado en el libro, aunque es despedido en el episodio del inicio de la siguiente temporada.
- Fucking & Punching – Escrito durante la primera temporada. Fue robado por Mia Lewis, quien luego lo publicó como su propia obra y recibió los halagos. Hank reclama la autoría de la novela entre la tercera y la cuarta temporada, y asiste en el desarrollo de la adaptación cinematográfica tras ser contratado para reescribir el guion.
- Lew Ashby, Una biografía – Escrito durante la segunda temporada. Fue publicado póstumamente tras una sobredosis mortal de heroína esnifada erróneamente por Lew Ashby.
- Californication – Escrito entre la cuarta y la quinta temporada.

## Otros trabajos
Además de sus libros ha escrito el guion para la adaptación cinematográfica de su God Hates Us All, titulada A Crazy Little Thing Called Love, y también escribió un musical basado en la película. En la primera temporada escribe un blog para Hell-A Magazine, que es propiedad de Bill Lewis. En la cuarta temporada reescribe el guion de Fucking & Punching y un diálogo para Slowly We Rot 2. En la quinta temporada escribe el guion para Santa Monica Cop, y la letra de una canción para la cantante Kali. En la séptima temporada se convierte en guionista para la adaptación televisiva de Santa Monica Cop.

## Curiosidades
El personaje está basado en Henry Chinaski, alter ego de Charles Bukowski, escritor estadounidense del siglo XX que escribió cinco novelas semi-autobiográficas (mezclando hechos autobiográficos con ficción) sobre distintas etapas de su vida, su relación con las mujeres y sus problemas de alcoholismo.
- Datos: Q2601434